# 日和佐出入口
日和佐出入口（ひわさでいりぐち）は、徳島県海部郡美波町北河内に、国土交通省により建設された日和佐道路の出入口である。2007年5月12日に由岐IC側が供用開始されている。
現在開通している区間の小野インターチェンジ・由岐インターチェンジと違い、通常のインターチェンジの形状をしておらず、一般的な交差点のような形状で従来からの国道55号に合流している。そのためか、開通当時の案内看板には『由岐IC - 日和佐間6.2km』とICとも出入り口とも表記されていなかった。
合流地点の歩道のフェンス上に「49.8」のキロポストが貼り付けられ、その付近に各種案内標識が設置されている。
日和佐道路全線開通前は、国道55号の交差点から日和佐道路が分岐する形であったが、日和佐道路の全通時に交差点が形状変更され、日和佐道路と国道55号牟岐方面とが本線状に直通する構造になった。

## 道路
- 日和佐道路

## 接続する道路
- 国道55号

## 沿革
- 2007年（平成19年）5月12日 - 由岐IC側が開通

## 周辺
- JR四国牟岐線北河内駅
- 美波町役場
- 美波町立日和佐中学校
- 四国霊場23番札所薬王寺

## 隣
日和佐道路
小野IC - 由岐IC - 日和佐出入口